# Вико/Виктор фон Бюлов-Гартов
Вико/Виктор фон Бюлов-Гартов (на немски: Vicco/Viktor von Bülow-Gartow; * пр. 1510; † 20 април 1546) е благородник от стария род Бюлов от Мекленбург, господар в Гартов (в Долна Саксония) и Оебисфелде (в Саксония-Анхалт).
Той е син на Георг фон Бюлов-Гартов († пр. 1516) и първата му съпруга фон Бодендик, дъщеря на Алверих фон Бодендик († ок. 1484) и фон Ландесберген. Брат е на Хайнрих фон Бюлов-Гартов (* пр. 1515; † сл. 1538) и полубрат на Кристоф фон Бюлов (* пр. 1509; † 1555).

## Фамилия
Вико/Виктор фон Бюлов-Гартов и Оебисфелде се жени за Маргарета фон Маренхолц († 29 януари 1584), дъщеря на Албрехт (Конрад) фон Маренхолц († сл. 1548) и Илзабе фон дем Кнезебек. Те имат децата:
- Юрген фон Бюлов
- Корд фон Бюлов-Гартов († сл. 1597), женен за Левеке фон Бюлов, дъщеря на Клеменс фон Бюлов-Венинген († пр. 1537) и Анна фон Малтцан-Пенцлин (* ок. 1480); родители на:
  - Виктор фон Бюлов (* 1570; † 1616)
- Магдалена фон Бюлов
- Ханс фон Бюлов
- Катарина фон Бюлов-Гартов (1531 – 1575), омъжена 1555 г. за Керстен Шенк фон Флехтинген (* 1523; † 28 май 1571)

- Дворец Гартов в Долна Саксония
- Замък Оебисфелде в Саксония-Анхалт